# هابيل لي
هابيل لي (بالإنجليزية: Abel Lee)‏ (1 يناير 1884 في المملكة المتحدة - 1 يناير 1929) هو لاعب كرة قدم بريطاني (وحمل سابقاً جنسية المملكة المتحدة لبريطانيا العظمى وأيرلندا) في مركز الوسط. لعب مع غريمسبي تاون ونادي غيلينغهام.